# アレクサンドル・アバザー
アレクサンドル・アゲーエヴィチ・アバザー（ロシア語: Алекса́ндр Аге́евич Абаза́、Alexandr Agejevich Abaza、1818年7月24日（ユリウス暦8月5日） - 1895年1月26日（ユリウス暦1月20日））は、帝政ロシアの政治家。ロシア皇帝アレクサンドル2世の下で大蔵大臣を務めた。

## 経歴・概要
1821年7月24日（ユリウス暦8月5日）トヴェリ県ヴィシネヴォロツク郡（現在のノヴゴロド州オクロフカ市）で生まれる。生家はモルダヴィア貴族であり、農奴解放以前から製糖業を大規模に行っていた。
1839年ペテルブルク帝国大学法学部を卒業する。学業を終えた後、軍務につきカフカースでの戦闘に参加した。1847年退役する。その後は、対外経済事情の研究や自領の経営改善の傍ら、自由主義的、進歩的な貴族、工場主らのサークルに参加する。1857年、エレーナ・パヴロヴナ大公妃に仕えた。大公妃は改革派官僚のパトロネスでありアバザーもこのような「自由主義官僚」の一人となり、1860年代の経済的諸改革を推進していく。
1865年、大蔵省評議会議員に就任する。翌1866年、国家評議会に選出される。1871年、会計検査官を経て、1874年から1880年まで国家評議会経済部会長を務めた。
1880年にミハイル・ロリス＝メリコフ内相の後押しを受けて、大蔵大臣に就任する。アバザーはロリス＝メリコフの希望していた塩税の廃止を皮切りに、鉄道事業債権の創設、関税税率の段階的引き上げを実施した。アバザーはロリス＝メリコフ内相、ニコライ・ブンゲ大蔵次官（前キエフ帝国大学学長）などと納税制度、通貨制度、鉄道建設、財政など社会経済改革プログラムを推進し、ロリス＝メリコフの志向する立憲改革を支持した。しかし、1881年3月1日アレクサンドル2世はロリス＝メリコフの改革案に承認を与えた当日、「人民の意志」のソフィア・ペロフスカヤの指揮するグリネビツキーの爆弾テロによって暗殺された。新帝アレクサンドル3世によりロリス＝メリコフの改革案は白紙還元となり、同年4月コンスタンチン・ポベドノスツェフが起草した勅令は、改めて皇帝専制の不動性を宣言したものであった。これを受けて5月4日、アバザー、ロリス＝メリコフ、陸相ドミトリー・ミリューチンは直ちに辞職し改革は頓挫した。
1891年から1892年まで国家評議会経済部会長を再び務めたが、1892年にルーブルの下落に先立ち地位を利用して100万ルーブルの利益を上げたとされる。1893年3月10日、国家評議会などすべての公職から退く。
1895年1月26日（ユリウス暦1月20日）、ニースで死去。アレクサンドル・ネフスキー大修道院内のチーフヴィン墓地（Тихвинскоe кладбище）に眠る。

## 関連事項
- ロシア帝国蔵相一覧　Список министров финансов Российской империи
- アバザー (曖昧さ回避)　Абаза (род)